# シーブイテック
株式会社シーブイテックは、日本の株式会社。主に映像・音楽制作、ナレーター派遣などを手掛けている。

## 所属ナレーター

### 女性
- 稲垣浩子
- 佳山容子
- 小林信子
- 近藤泰代
- 三瓶正子
- 鈴木一江
- 富樫仁美
- 中村悦子
- 橋本理恵
- 福永和世
- 保科静恵
- 雪絵玲那

### 男性
- 小森彰
- 中村正人